# Bhāratendu Hariścaṃdra
Bhāratendu Hariścaṃdra (in hindī भारतेन्दु हरिश्चंद्र, anche scritto Hariścandra e anglizzato in Harishchandra; Varanasi, 9 settembre 1850 – Varanasi, 6 gennaio 1885) è stato un poeta e drammaturgo indiano.
È conosciuto come il padre della letteratura moderna (e del teatro) hindī, tanto da essere definito "Lusso dell'India". Scrisse numerosi drammi e racconti di viaggio. Scrivendo sotto il nome “Rasa” rappresentò i dolori della gente: povertà, dipendenza, sfruttamento inumano, malcontento del ceto medio, necessità di progresso della nazione. Fu un tradizionalista Hindu, usò il devozionalismo Vaishnava per definire una religione Hindu coerente.

## Biografia

### Infanzia e vita
Nato a Benares, da famiglia di casta vaisa (il padre era poeta di discreta fama, collezionista di scritti letterari). Dedicò la sua vita alla letteratura: il suo obiettivo principale fu lo sviluppo della lingua hindi.
Fu poeta, storico, scrittore, drammaturgo, editorialista, giornalista, scrittore di opere a carattere storico.
Può essere considerato "bambino prodigio": a 12 anni è già un ottimo scrittore.
Erede di un vasto impero economico, derivato dalla fortuna familiare nei commerci in Bengala, dedicò la sua ricerca letteraria (e il suo patrimonio) alla lingua, sempre aperto ad ogni innovazione, anche letteraria.
Accompagnò governatori in visita in India; fece comporre inni di lode a re, regine e principi, interagendo con persone di potere, ma anche con quelle comuni.
Fondò scuole, anche se di piccole dimensioni, come quella destinata all'istruzione inferiore "Caokampa school", che prevedeva vitto e alloggio pagati per 10 studenti, al fine di sottrarre il predominio dell'istruzione ai missionari cristiani e ai brahmani tradizionalisti. Tale scuola era anche fornita di biblioteca.
Berthendu fondò una gazzetta letteraria, comprendendo l'importanza della stampa come mezzo di comunicazione e metodo di riforma della società. Le sue riviste hanno infatti importanza sia letteraria che sociale.
Nel 1868 fonda la rivista "Kavi Vacan Sudha", dove raccoglie componimenti poetici e testi a contenuto vario (sociali, politici, letterari). Qualche anno più tardi, nel 1874, fonda "Hariscandra magasine" e "Balabidhini", quest'ultima rivolta in particolare al pubblico.
Attorno a lui Barthendu aveva riunito un'ampia cerchia di letterati (anche per motivi economici).
Oltre a gazzette fondò anche società di belle arti di vario tipo.

### Atteggiamento verso la corte britannica
Inizialmente l'atteggiamento di Bardhendu verso la corte britannica fu di suddito fedele; in seguito, invece, criticò nei suoi articoli la cultura e la società inglese, particolarmente corrotta. Assunse via via toni più aspri, fino a sfociare nella critica aperta: venne per questo accusato di slealtà. La sua posizione può apparire ambigua, ma si può comprendere meglio inserendolo nel periodo di transizione che si stava vivendo: era in corso la formazione della critica sociale.
Hariscandra fu definito, agli inizi del '900, uno dei primi nazionalisti islamici.

## Opere
Compose poesia in hindi, urdu, braj bhasa. 
Compose almeno 750 pagine in hindi (in più di 175 opere).
In urdu la composizione fu limitata: era legata soprattutto all'abitudine, tipica dell'epoca, di comporre qualcosa in lingua urdu. Una di queste opere fu "Urdu ki syapa" (che generò però tensioni con 'Siva Prasad Singh' suo maestro).
In lingua hindi produsse inoltre drammi teatrali, spesso a sfondo sociale. Tra le più celebri si ricordino "Bharat Janani" (La Madre dell'India) e "Bharat Durdasa" (La piaga dell'India), degli anni '70.
Tra i vari drammi teatrali troviamo grande ricchezza di versi in braj bhasa; molti sono traduzioni in hindi di precedenti drammi in sanscrito. 
Il contenuto dei drammi trattava temi classici, come gli amori di Krisna e le sue gopi (tradizione vaishnana).
Tra le opere di narrativa si ricordino "Nildevi", "Andhera nagari", "Sati pratap", quest'ultima opera incompleta, definita oscura, che tratta la corruzione nella città di Benares. Tali opere sono una sorta di romanzi, di contenuto vario, ma forse troppo prolisse.
Barthendu tradusse in hindi "Il mercante di Venezia" col titolo di "Durlabh bandhu" (probabilmente tradotto da una versione bengalese).
Ricordiamo inoltre opere storiche enciclopediche, di vario tipo: "Kasmir kusum" (la storia del Kasmir) e "Charitavali" (raccolta di biografie dei Grandi d'Oriente e Occidente).
Scrisse "Badhsah dasana" (Storia degli imperatori di Delhi), testo autobiografico. (Da notare che l'autobiografia era un genere ancora sconosciuto alla letteratura hindi!)
Pubblicò inoltre, in riviste da lui fondate, molti articoli e saggi (letterari e storico-politici): tra questi uno è la messa per iscritto di una discussione tra letterati, tenuta ad Allahbad negli anni '70, per la diffusione della hindi, pubblicato nella rivista "Hindi Pratap", fondata dai suoi collaboratori.

## Stile letterario
Barthendu Hariscandra fu definito padre della letteratura hindi, visto il suo tentativo di unificare tale lingua e promuoverne la sua produzione. Adottò un uso peculiare della lingua, non troppo sanscritica, non troppo persianizzata: la sua posizione riguardo alla lingua era che si usasse una via di mezzo tra la lingua 'Sittar-hind' (hindi devanagari) e la lingua sanscrita pura, ma non purista. Egli compone le proprie opere passando al vaglio in precedenza tutte le forme della hindi, facendo in modo che ogni vocabolo con un determinato valore semantico fosse comunque usato, anche se di origine popolare o straniera: le forme popolari potevano essere usate solo in alcuni casi; i vocaboli stranieri solo se avevano una precisa rilevanza semantica. Coi suoi collaboratori cerca di abbinare, appianando le divergenze, hindi e braj, cioè letteratura in prosa e poesia: tra le due doveva esserci solo differenza di stile, non di lingua.
A Barthendu è attribuito l'articolo "Hindi ki unnati par vyakhan" (Discorso sulla gloria/progresso della hindi): parla dell'importanza della lingua hindi ed invita ad usarla, essendo l'hindi visto come fattore unificante fra cultura e politica. I versi di apertura del discorso sono considerati motto della hindi e sono presenti in molti testi di scuola media e superiore:
"La gloria della propria lingua

è la ricchezza di ogni progresso.

Senza conoscenza della propria lingua

non si possono lenire i dolori del cuore."